# Hockey sur glace féminin

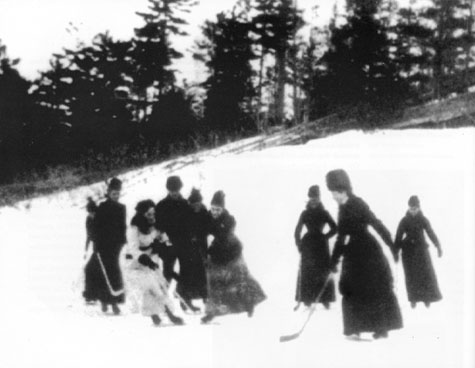
Femmes jouant au hockey à Rideau Hall aux environs de 1890 (plus ancienne image du hockey féminin)

Le hockey sur glace féminin devient de plus en plus populaire pendant les années 1960 et après, particulièrement au Canada, aux États-Unis et en Europe.
Bien qu'il n'y ait pas autant de ligues féminines que masculines, il en existe quand même de tous les niveaux, avec des ligues professionnelles qui paient leurs joueuses : la Ligue professionnelle de hockey féminin (LPHF ) pour l'Amérique du Nord. Il existe également plusieurs championnats européens, des équipes nationales, olympiques, universitaires. Vingt-et-un championnats du monde féminins ont déjà été organisés. Le hockey féminin intègre les Jeux olympiques d'hiver lors des Jeux olympiques de Nagano en 1998.
La grande différence entre le hockey sur glace masculin et féminin est l'interdiction des charges chez les femmes. Après les championnats du monde de 1990, les charges furent interdites à cause de la trop grande différence physique entre les joueuses nord-américaines et celles des autres pays.

## Historique

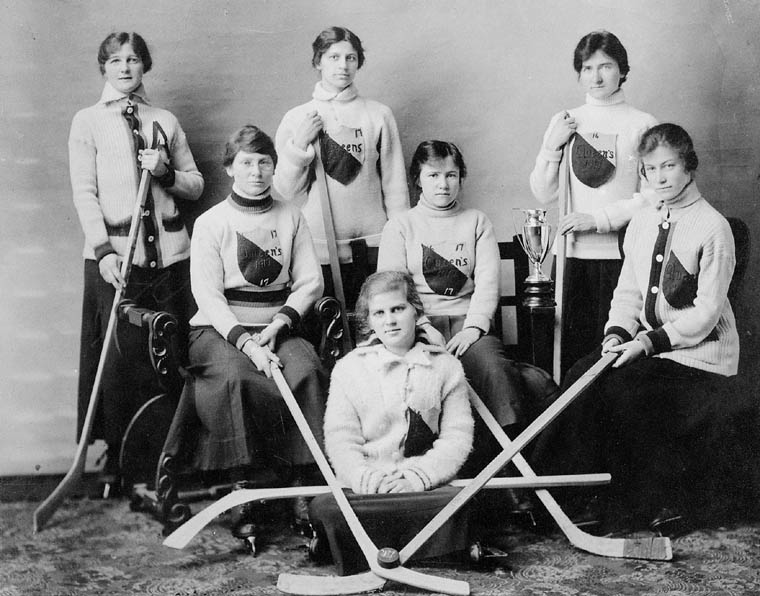
L'équipe féminine de hockey de l'Université Queen's en 1917

Le hockey féminin prend naissance dans la décennie de 1890, diverses équipes féminines se créent mais dans les mœurs de cette époque, les femmes sont obligées de jouer en jupes.
Au début du XXe siècle, les équipes féminines abondent partout au Canada. L'université McGill à Montréal est la première à introduire une équipe de hockey féminin en 1894. La première ligue féminine fut organisée au Québec en 1900 ; elle se composait de trois équipes. Les noms des premières équipes féminines, au Québec et ailleurs, reflétaient les stéréotypes de l'époque et adoptaient des noms très convenablement féminins : les Floradoras de Biggar, les Prairie Lilies de la Saskatchewan, les Snowflakes, les Golden Girls et même les Old Hens.
En 1920, Lady Isobel Stanley, fille de Lord Stanley de Preston, fait don d'un trophée, la Coupe Lady Meredith, qui serait donné chaque année à la meilleure équipe de hockey féminin du Canada.

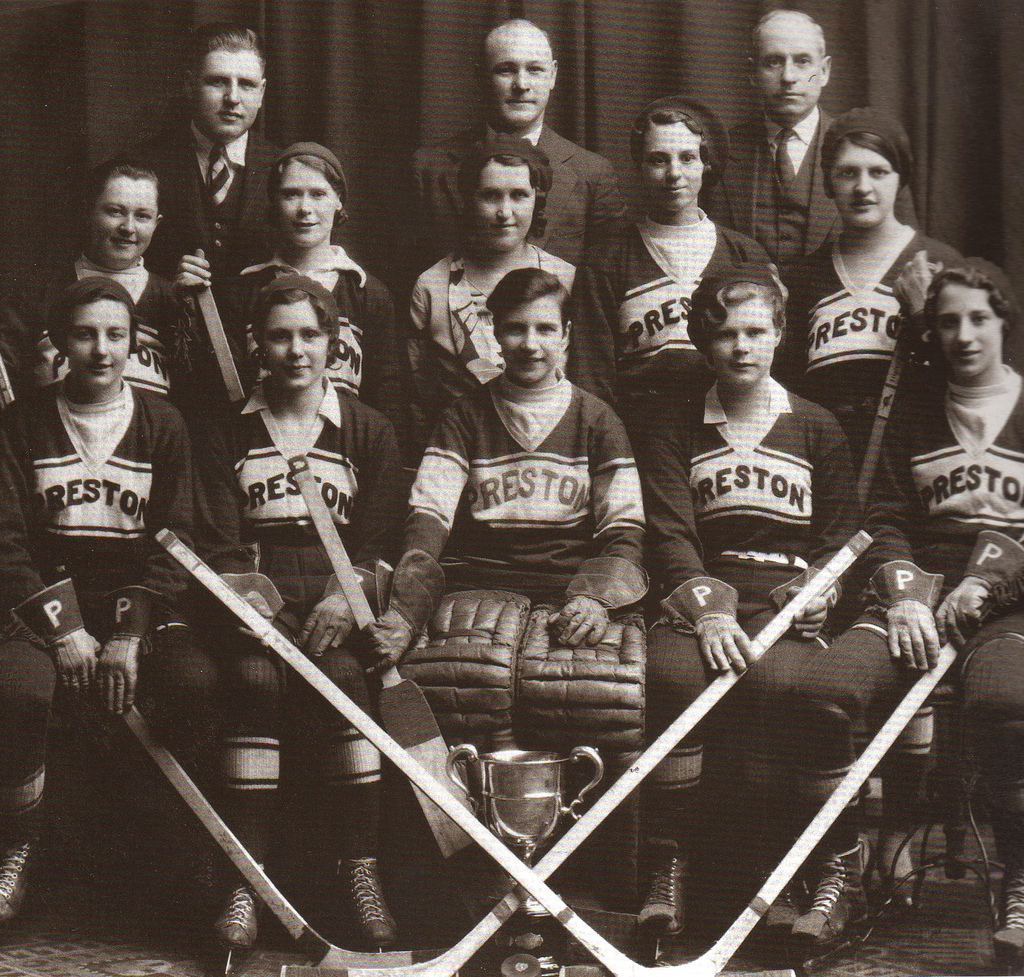
Entre 1930 et 1941, les Rivulettes remportent 10 titres de championnat de l’Ontario, 5 titres de championnat de l’Est du Canada et 5 championnats du Dominion.

Parmi les joueuses, il y avait une certaine Albertine Lapensée. Elle a débuté comme joueuse de hockey en 1916 et est devenue très célèbre en Ontario. Plus tard probablement dû aux pressions de l'époque, Albertine la hockeyeuse s'est métamorphosé en Albert Smith, un homme.
À l'hiver 1933, Lady Bessborough, l'épouse du gouverneur général du Canada Lord Bessborough, fait don d'un trophée de championnat. Les Rustlers d'Edmonton gagnent le premier championnat du Dominion. À partir de 1935, les Rivulettes de Preston remportent le trophée Lady Bessborough à cinq reprises. La guerre va donner un dur coup au hockey féminin. De 1936 à 1948, et de 1951 à 1960, il n'y a aucune compétition nationale au Canada. Il faudra attendre les années 1960 avant de revoir du hockey féminin.

## 1960 et après
Un regain se manifeste dans les années 1960. De nouvelles équipes féminines de hockey sont créées dans plusieurs universités. Des championnats régionaux reprennent vie un peu partout au Canada. Une toute première tentative de lancer une ligue professionnelle de hockey féminin a lieu à fin des années 1990, mais l'incapacité de réunir des fonds suffisant à vite fait d'avoir raison sur cette ligue. À l'été 2007, une initiative d'un groupe de joueuses lance une ligue avec une nouvelle vision.
En Europe, l'essor du hockey féminin est limité par des décisions de suppression de tournois au niveau continental. En 1997, le Championnat d'Europe de hockey sur glace féminin, créé en 1989, voit sa dernière édition (mais c'est parce que le Championnat du Monde est alors annualisé). En 2015, c'est au tour de la Coupe d'Europe des clubs champions de hockey sur glace féminin d'être supprimée par la Fédération internationale de hockey sur glace, officiellement pour raisons financières et malgré la demande des clubs concernés de revoir cette décision. Le dirigeant d'un des clubs participants pointe du doigt l'évolution à rebours par rapport aux autres sports : « The developpment goes forwards in almost all sports, but this is a step backwards. It does not feel good at all ».
En France plus particulièrement, le sport est ouvert aux femmes en 1983. Compte tenu du faible nombre de pratiquantes, les filles sont autorisées à jouer dans les équipes masculines de moins de quatorze ans dès 1985, autorisation étendue à toutes les catégories en 2003. Les licenciées en 2011 sont en augmentation, au nombre de 1837 dont 1000 jouent en compétition. Elles représentent 9,5 % des effectifs totaux.

## Femmes dans des ligues masculines
Plusieurs femmes ont joué dans des championnats masculins. Ainsi, dans la Ligue nationale de hockey, Manon Rhéaume fut gardienne de but pour le Lightning de Tampa Bay en présaison contre les Blues de Saint-Louis et les Bruins de Boston. En 2003, Hayley Wickenheiser signe avec le Kirkkonummi Salamat, équipe de Suomi-sarja, troisième division du championnat finlandais masculin.
Plusieurs femmes ont joué dans les ligues masculines mineures, par exemple les gardiennes Charline Labonté, Kelly Dyer, Erin Whitten, Manon Rhéaume ou encore l'attaquante Angela Ruggiero.